# Λ噬菌体
λ噬菌体（英語：lambda phage，学名：Escherichia virus Lambda）是一种主要感染大肠杆菌的噬菌体。由埃丝特·莱德伯格于1950年首次发现。